# メイコン郡 (テネシー州)
メイコン郡（英: Macon County）は、アメリカ合衆国テネシー州の北部に位置する郡である。2010年国勢調査での人口は22,248人であり、2000年の20,386人から9.1%増加した。郡庁所在地はラファイエット市（人口4,474人）であり、同郡で人口最大の都市でもある。
メイコン郡は、ナッシュビル・ダビッドソン・マーフリーズボロ・フランクリン大都市圏に属している。

## 地理
アメリカ合衆国国勢調査局に拠れば、郡域全面積は307平方マイル (795 km2)であり、このうち陸地307平方マイル (795 km2)、水域は0平方マイル (0 km2)で水域率は0.02%である。

### 隣接する郡
- モンロー郡 (ケンタッキー州) - 北東
- クレイ郡 - 東
- ジャクソン郡 - 南東
- スミス郡 - 南
- トラウスデール郡 - 南西
- サムナー郡 - 西
- アレン郡 (ケンタッキー州) - 北西

## 人口動態

人口ピラミッド

以下は2000年の国勢調査による人口統計データである。
| 基礎データ - 人口: 20,386人 - 世帯数: 7,916 世帯 - 家族数: 5,802 家族 - 人口密度: 26人/km2（66人/mi2） - 住居数: 8,894軒 - 住居密度: 11軒/km2（29軒/mi2） 人種別人口構成 - 白人: 97.86% - アフリカン・アメリカン: 0.22% - ネイティブ・アメリカン: 0.42% - アジア人: 0.24% - 太平洋諸島系: 0.07% - その他の人種: 0.77% - 混血: 0.44% - ヒスパニック・ラテン系: 1.71% | 年齢別人口構成 - 18歳未満: 26.1% - 18-24歳: 8.5% - 25-44歳: 29.4% - 45-64歳: 23.3% - 65歳以上: 12.7% - 年齢の中央値: 36歳 - 性比（女性100人あたり男性の人口） - 総人口: 97.45 - 18歳以上: 95.1 世帯と家族（対世帯数） - 18歳未満の子供がいる: 35.0% - 結婚・同居している夫婦: 60.7% - 未婚・離婚・死別女性が世帯主: 8.8% - 非家族世帯: 26.7% - 単身世帯: 23.8% - 65歳以上の老人1人暮らし: 10.7% - 平均構成人数 - 世帯: 2.55人 - 家族: 3.00人 | 収入と家計 - 収入の中央値 - 世帯: 29,867米ドル - 家族: 37,577米ドル - 性別 - 男性: 28,170米ドル - 女性: 20,087米ドル - 人口1人あたり収入: 15,286米ドル - 貧困線以下 - 対人口: 15.1% - 対家族数: 11.3% - 18歳未満: 17.0% - 65歳以上: 25.4% |

## 都市と町
- ラファイエット - 郡庁所在地
- レッドボイリングスプリングス